# Suzukaze
Le Suzukaze (涼風) était un destroyer de classe Shiratsuyu en service dans la Marine impériale japonaise pendant la Seconde Guerre mondiale.

## Historique
Au moment de l'attaque sur Pearl Harbor, le Suzukaze rejoint la 24e division de destroyers de la 4e escadre de destroyers de la 2e flotte. Il quitte Palaos participant à la bataille des Philippines pour couvrir les débarquements à Legaspi et dans la baie de Lamon. À partir de janvier 1942, il participe à des opérations dans les Indes néerlandaises, dont l'invasion de Tarakan. Il opère ensuite au large de la province de Sulawesi, où il est torpillé le 4 février 1942 par le sous-marin USS Sculpin. L'explosion tue neuf membres d'équipage et cause d'importants dégâts, exigeant un retour à l'arsenal naval de Sasebo à la fin de mars pour les réparations.
Le Suzukaze est réaffecté dans la 1re flotte le 10 avril, avant de retourner dans la 2e le 14 juin. À la mi-août, il escorte le porte-avion Chitose à Truk puis rejoint le reste de la flotte à Guadalcanal. Après la bataille des Salomon orientales le 28 août, il escorte le croiseur endommagé Jintsu à Truk. D'août à début novembre, le Suzukaze participe à douze "Tokyo Express" ainsi que à la bataille des Îles Santa Cruz le 26 octobre, sous la force de l'Amiral Nobutake Kondô. Au cours de la Première bataille navale de Guadalcanal dans la nuit du 12 au 13 novembre 1942, le Suzukaze sauve 1 100 survivants du transport Naka Maru. Durant le mois, il opère entre les Shortland, Buna et Rabaul. Au cours de la bataille de Tassafaronga le 30 novembre, le Suzukaze évite de peu une salve de torpilles tirées du destroyer américain USS Drayton (en).
En décembre 1942, le Suzukaze continue ses opérations de transport à Guadalcanal. Il est légèrement endommagé par un raid aérien le 1er janvier 1943, nécessitant des réparations à Truk à la fin du mois, puis à Sasebo en février. À la mi-juin, il escorte les croiseurs Kumano et Suzuya de Truk à Rabaul. Au cours de la bataille du golfe de Kula les 5 et 6 juillet, le Suzukaze participe au naufrage du croiseur USS Helena. Après des réparations à Yokosuka à la fin de juillet, le Suzukaze est affecté à des missions d'escorte entre les îles Japonaises et Truk jusqu'à début novembre. De fin décembre à fin janvier 1944, le Suzukaze escorte de nombreux convois de Truk et Ponape. Le 25 janvier 1944, alors qu'il escorte un convoi de Truk à Eniwetok, il est torpillé et coulé par le sous-marin USS Skipjack (en), à 127 milles marins (235 km) au nord-nord-ouest de Pohnpei, à la position 8° 51′ N, 157° 10′ E. Il est rayé des listes de la marine le 10 mars 1944.